# Irina Wiktorowna Nasarowa
Irina Wiktorowna Nasarowa (russisch Ирина Викторовна Назарова; * 31. Juli 1957 in Kaliningrad (heute Koroljow)) ist eine ehemalige sowjetische Leichtathletin und Olympiasiegerin.
Der mit Abstand größte Erfolg ihrer Karriere war der Gewinn der Goldmedaille in der 4-mal-400-Meter-Staffel bei den Olympischen Spielen 1980 in Moskau. Die sowjetische Mannschaft setzte sich in der Aufstellung Tetjana Prorotschenko, Tatjana Goischtschik, Nina Sjuskowa und Nasarowa mit einer Zeit von 3:20,2 min gegen die Stafetten der DDR (3:20,4 min) und Großbritanniens (3:27,5 min) durch. Nasarowa startete in Moskau auch im 400-Meter-Lauf und belegte in persönlicher Bestleistung von 50,07 s den vierten Rang hinter Marita Koch, Jarmila Kratochvílová und Christina Lathan.
Irina Nasarowa ist 1,70 m und hatte ein Wettkampfgewicht von 58 kg. Ihre Mutter Jelisaweta Bagrjanzewa gewann bei den Olympischen Spielen 1952 in Helsinki die Silbermedaille im Diskuswurf.